# Gregor Režek
Gregor Režek (* 13. April 1991 in Ljubljana, SR Slowenien) ist ein slowenischer Eishockeyspieler, der seit 2007 bei HDD Olimpija Ljubljana unter Vertrag steht.

## Karriere
Gregor Režek begann seine Karriere als Eishockeyspieler in seiner Heimatstadt in der Nachwuchsabteilung des HDD Olimpija Ljubljana, für dessen Profimannschaft er in der Saison 2007/08 sein Debüt in der slowenischen Eishockeyliga gab. In der folgenden Spielzeit lief der Center erstmals in der Österreichischen Eishockey-Liga auf, blieb jedoch bei einem einzigen Einsatz. In der Saison 2009/10 spielte er weitere fünf Mal in der Österreichischen Eishockey-Liga, blieb jedoch punkt- und straflos. Die gesamte restliche Spielzeit verbrachte er stattdessen für Olimpija in der Slohokej Liga und der slowenischen Eishockeyliga. In beiden Wettbewerben (Slohokej Liga und slowenische Eishockeyliga) lief er auch ausschließlich in der Saison 2010/11 auf.

### International
Für Slowenien nahm Režek im Juniorenbereich an der U18-Junioren-B-Weltmeisterschaft 2008 sowie der U18-Junioren-C-Weltmeisterschaft 2009 teil.

## Statistik
(Stand: Ende der Saison 2010/11)